# روبن ريد (دراج)
روبن ريد (بالإنجليزية: Robin Reid) هو دراج نيوزيلندي، ولد في 16 ديسمبر 1975 في إنفركارجل في نيوزيلندا.

## وصلات خارجية
- روبن ريد على موقع الاتحاد الدولي للدراجات (الإنجليزية)
- روبن ريد على موقع أرشيف الدراجات (الإنجليزية)
- روبن ريد على موقع أوليمبيديا (الإنجليزية)
- روبن ريد على موقع اللجنة الأولمبية النيوزيلندية (الإنجليزية)